# Georg Herlitz
Georg Herlitz (geboren am 11. März 1885 in Oppeln; gestorben am 8. Januar 1968 in Jerusalem) war ein deutscher und israelischer Historiker und Archivar.

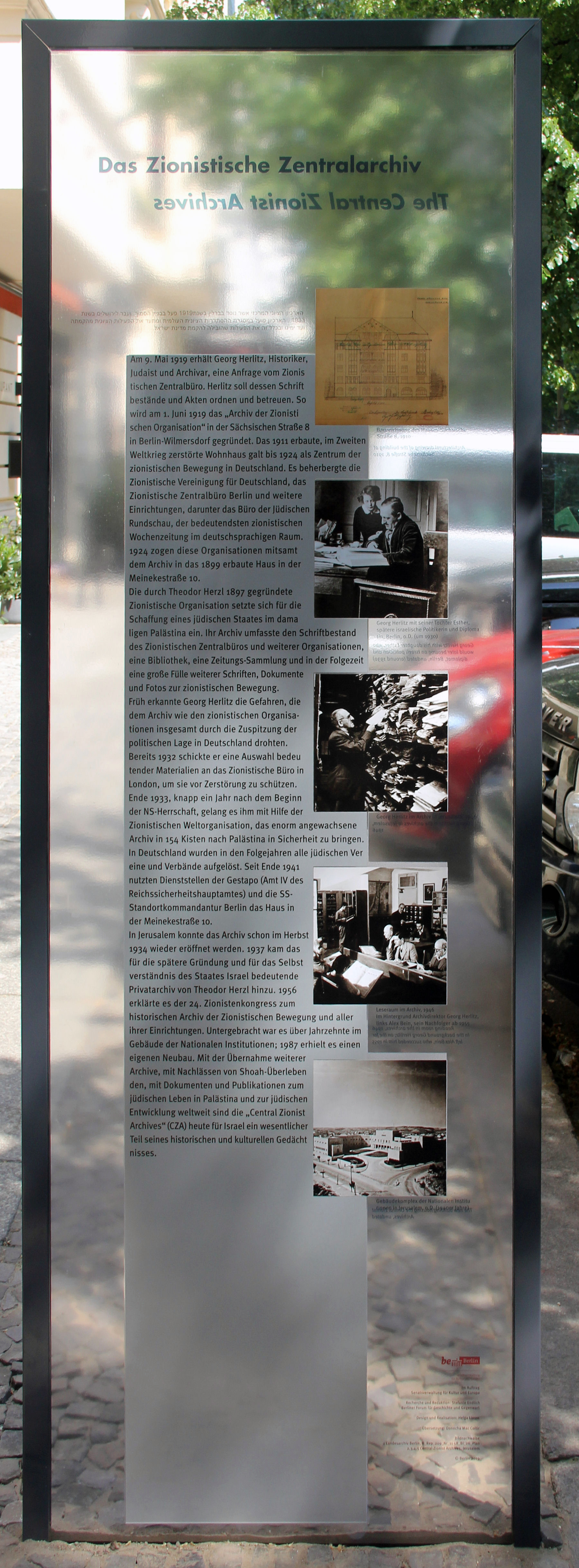
Gedenktafel, Meinekestraße 10, in Berlin-Charlottenburg

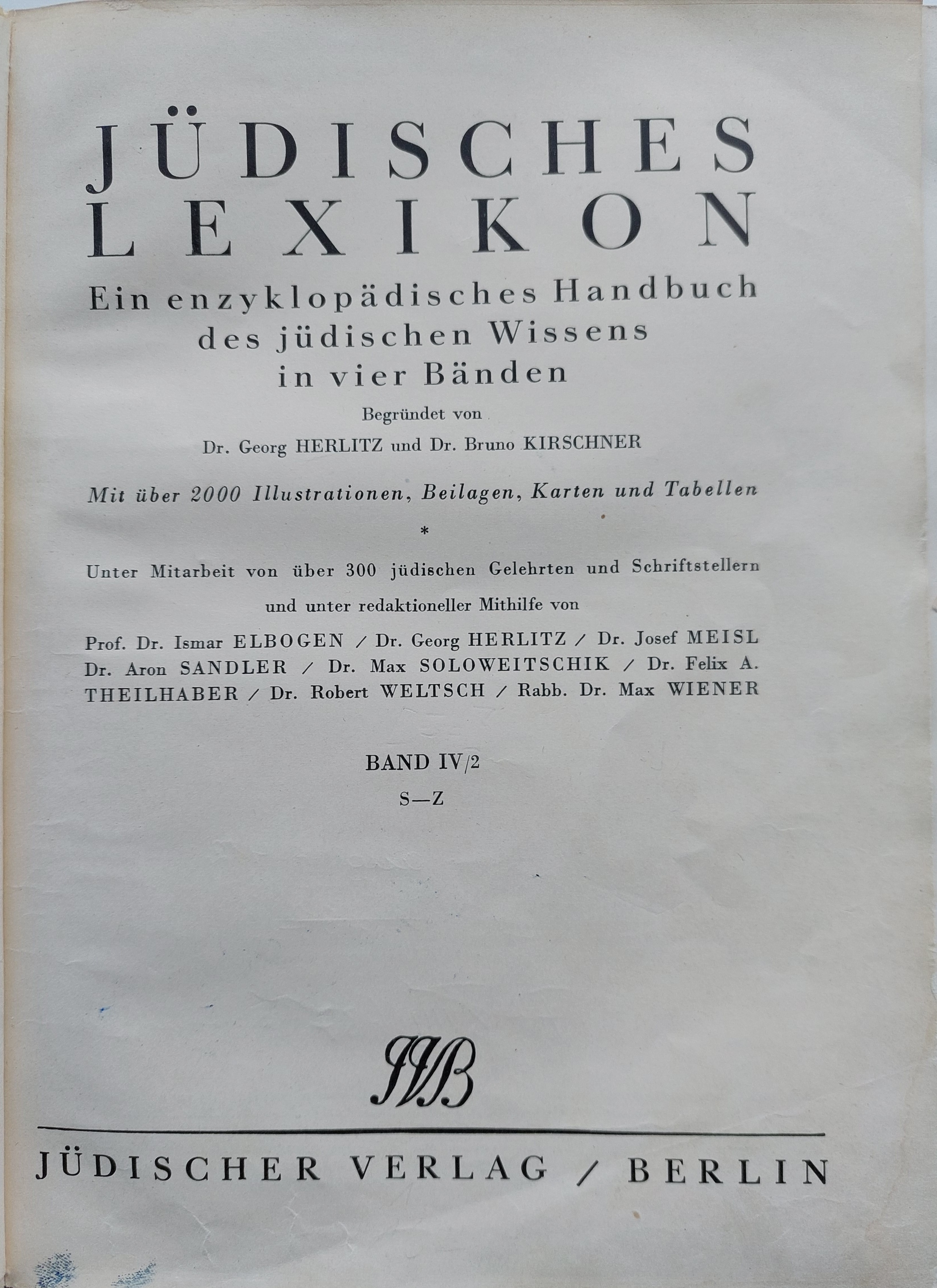
Jüdisches Lexikon, Band IV,2 (1930)

## Leben
Georg Herlitz studierte ab 1904 bis 1908 in Berlin und Halle Geschichte, Philosophie und semitische Sprachen und wurde 1909 an der Universität Halle bei Theodor Lindner promoviert. 1904 bis 1911 studierte er dazu an der Hochschule für die Wissenschaft des Judentums in Berlin Theologie und jüdische Wissenschaften. Ab 1911 war er am Gesamtarchiv der deutschen Juden in Berlin als Archiv-Assistent unter Eugen Täubler für die Ordnung und Verzeichnung der übernommenen Aktenbestände zuständig. Herlitz blieb dort bis zu seiner Einberufung zum Militärdienst im März 1916. In den fünf Jahren seiner Anstellung am Gesamtarchiv hatte Herlitz das Handwerk des Archivars so gut erlernt, dass ihn die Zionistische Weltorganisation 1919 mit dem Aufbau und der Leitung ihres Hausarchivs in Berlin beauftragte. Dessen Bestände konnte er 1933 erfolgreich nach Palästina überführen, wo er selbst in der Folge entscheidend zum Aufbau des Archivwesens beitrug. Von 1935 bis zu seinem Ruhestand 1955 war er Direktor der Central Zionist Archives in Jerusalem.
Er war mit Bruno Kirschner Begründer des von 1927 bis 1930 in vier Bänden erschienenen Werkes Jüdisches Lexikon. Ein enzyklopädisches Handbuch des jüdischen Wissens.

## Veröffentlichungen (Auswahl)
- Geschichte der Herzöge von Meran aus dem Hause Andechs. Halle (Saale) 1909, (Halle (Saale), Universität, Dissertation, vom 29. Juni 1909).
- Der Geburtenrückgang der Juden in familiengeschichtlicher Bedeutung. In: Archiv für jüdische Familienforschung, Kunstgeschichte und Museumswesen, Jg. 1 (1912–1913), Heft 4–6, S. 18–23 (Digitalisat).
- Der Zionismus und sein Werk (= Schriftenreihe der Jüdischen Rundschau. NF 1, ZDB-ID 2520279-0). Jüdische Rundschau, Berlin 1933.
- Das Jahr der Zionisten. Ullmann, Jerusalem u. a. 1949.
- Mein Weg nach Jerusalem. Erinnerungen eines zionistischen Beamten. Mass, Jerusalem 1964.